# Tràn dịch khớp
Tràn dịch khớp, hay sưng khớp là sự xuất hiện của dịch khớp chảy ra từ bên trong ngày một nhiều. Nó có thể ảnh hưởng đến bất kì khớp xương nào và thường liên quan đến đầu gối.

## Chẩn đoán phân biệt

### Viêm khớp nhiễm khuẩn
Viêm khớp nhiễm khuẩn (tiếng Anh: Septic arthritis) là sự tràn dịch mủ của một khớp xương bởi một tác nhân nhiễm trùng với lượng tràn dịch lớn do bị viêm.

### Gút
Gút (tiếng Anh: Gout) thường xuất hiện với những căn bệnh tái phát của viêm khớp cấp tính. Gút ảnh hưởng đến 1% cộng đồng dân cư phương Tây tại một thời điểm nhất định trong cuộc đời họ.

### Vết thương
Vết thương do các chấn thương dây chằng, mô xương và sụn chêm cũng có thể dẫn đến tràn dịch khớp.